# Limnonectes plicatellus
Limnonectes plicatellus é uma espécie de anfíbio da família Ranidae.
Pode ser encontrada nos seguintes países: Malásia, Singapura e Tailândia.
Os seus habitats naturais são: florestas subtropicais ou tropicais húmidas de baixa altitude, regiões subtropicais ou tropicais húmidas de alta altitude, rios, marismas de água doce e marismas intermitentes de água doce.
Está ameaçada por perda de habitat.